# 榆靖高速公路
榆林－靖边高速公路，简称榆靖高速，是中国国家高速公路网包茂高速公路（G65）在陕西省境内的重要组成路段，也是陕西省“2367”高速公路网三条纵向线之一榆康线的组成部分。起于榆林市榆阳区孙家湾，止于靖边县石家湾，正线全长116公里，大部分路段穿越毛乌素沙漠，是中国第一条沙漠高速公路 。双向四车道，设计车速100公里/小时，路基宽度26米和35米，于2000年7月20日开工，2003年8月22日正式通车 。
根据陕西省交通运输厅、陕西省公安厅于2016年11月28日发布的限速公告，榆靖高速公路全线双方向小客车限速值120公里/小时，其他机动车限速值100公里/小时。